# Самчиківський парк
Са́мчиківський парк — парк-пам'ятка садово-паркового мистецтва загальнодержавного значення в Україні. Розташований у селі Самчики Старокостянтинівського району Хмельницької області. 
Площа 18,8 га. Статус надано згідно з постановою Ради Міністрів УРСР від 29.01.1960 року № 105. Перебуває у віданні: Хмельницька науково-дослідна сільськогосподарська станція с. Самчики. 
Статус надано для збереження давнього парку на території Палацово-паркового ансамблю «Самчики». Зростають понад 160 порід дерев і кущів. Є рідкісні види, занесені до Червоної книги України: модрина польська, сосна кедрова європейська, ясен американський горіхолистий тощо. Деякі дерева мають понад двісті років. 